# Rosice
Rosice (německy Rossitz) jsou město v okrese Brno-venkov v Jihomoravském kraji, 16 km západně od Brna. Leží v katastrálním území Rosice u Brna, tento název nese i místní pošta a železniční zastávka. Žije zde přibližně 6 700 obyvatel.

## Název
Název osady byl odvozen od osobního jména, které znělo buď Ros (což byla domácká podobě jména Rostislav či Rostimír) nebo Rosa (které vzniklo odvozením od zmíněného Ros nebo bylo totožné s obecným rosa). Jméno (výchozí tvar byl Rosici) bylo původně vlastně označením obyvatel osady a znamenalo „Rosovi lidé“.

## Přírodní poměry
Rosice se nacházejí v Boskovické brázdě, na soutoku říčky Bobravy s Říčanským potokem.

## Znak
Modrý štít, ve kterém je uprostřed vyobrazena vpravo plovoucí štika přirozené podoby a barvy s oranžovým okem a červenou zřítelnicí, s oranžovými ploutvemi a ocasem. Na horním kraji štítu vroubeného ozdobným bronzovým okrajem je posazena stříbrná zděná koruna s pěti viditelnými zuby.

## Historie

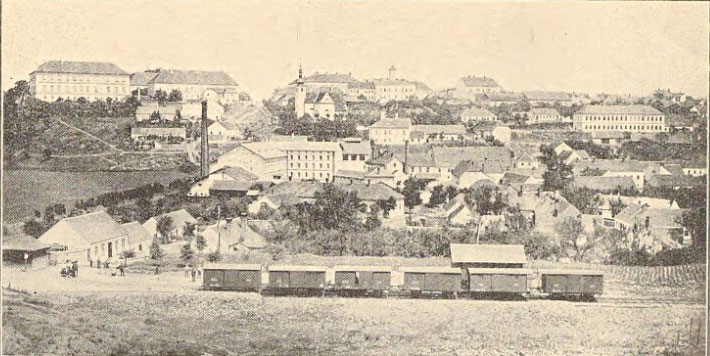
Rosice ke konci 19. století

První dochovaná zmínka o Rosicích se nalézá v listině z roku 1259, v níž jsou zmiňováni majitelé místního hradu bratři Bohuš a Hartman s přídomkem z Rosic. Ve 14.–15. století patřily Rosice Hechtům z Rosic, jejichž erb zdobila stříbrná štika v červeném poli.
Rosice se postupně vyvinuly v městys. V roce 1880 se jejich součástí stala vesnice Pendrov, nacházející se v údolí Bobravy. Roku 1907 byly Rosice císařem Františkem Josefem I. povýšeny na město a obdržely městský znak. Od roku 1921 do roku 1996 zde fungovala sklárna.
Od 1. července 1980 do 31. prosince 1991 byly součástí města Rosice také Tetčice.
Od roku 2003 jsou Rosice obcí s rozšířenou působností, jejich správní obvod čítá celkem 24 obcí. K 5. lednu 2011 vstoupila v účinnost změna hranice mezi Rosicemi a sousední obcí Tetčice, uskutečněná na základě vzájemné dohody o změně společných hranic ze dne 12. října 2010.

## Obyvatelstvo
| Rok            | 1869  | 1880  | 1890  | 1900  | 1910  | 1921  | 1930  | 1950  | 1961  | 1970  | 1980  | 1991  | 2001  | 2011  | 2021  |
| -------------- | ----- | ----- | ----- | ----- | ----- | ----- | ----- | ----- | ----- | ----- | ----- | ----- | ----- | ----- | ----- |
| Počet obyvatel | 3 676 | 3 058 | 3 055 | 3 398 | 3 817 | 4 109 | 4 984 | 4 634 | 4 819 | 4 396 | 4 978 | 4 985 | 5 296 | 5 740 | 6 600 |
| Počet domů     | 257   | 267   | 290   | 370   | 433   | 512   | 803   | 976   | 1 018 | 921   | 961   | 1 081 | 1 140 | 1 266 | 1 475 |

Vývoj počtu obyvatel

## Doprava

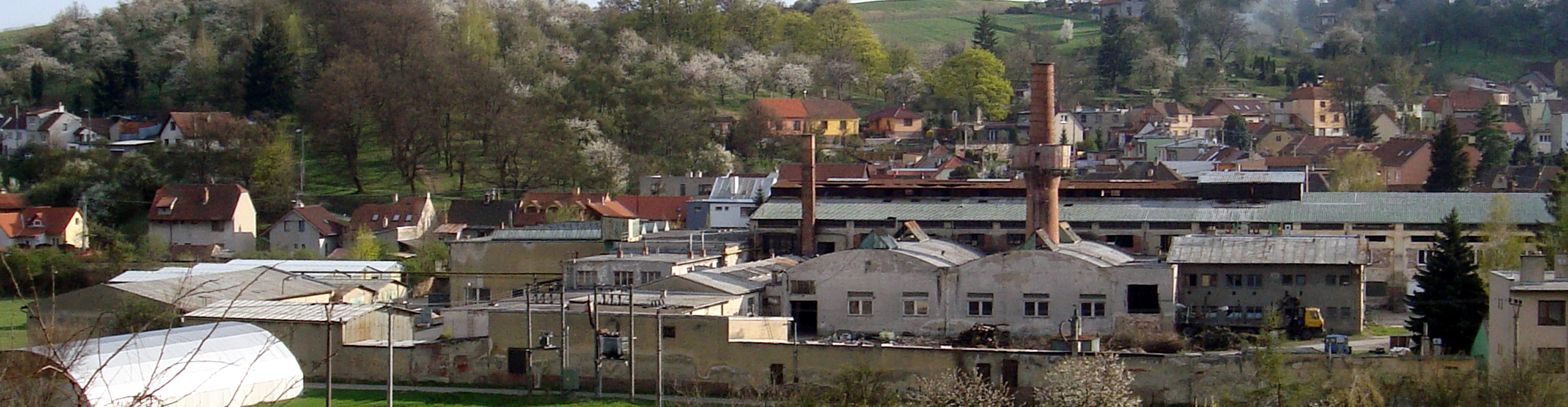
Dnes již bývalý areál sklárny Rosice

Rosice protíná silnice první třídy 23 (Brno, dálnice D1 – Kývalka – Náměšť nad Oslavou – Třebíč). Nájezd na dálnici D1 u Kývalky (exit 182) je od Rosic vzdálen 6 km. Městem prochází železniční trať Brno – Jihlava, místní zastávka se jmenuje Rosice u Brna.
Rosice jsou obsluhovány Integrovaným dopravním systémem Jihomoravského kraje v zóně 425. Spojení zajišťují (stav k 1. 10. 2006) vlaky na lince S4 (Brno – Náměšť nad Oslavou) a autobusové linky 405 (Zastávka – Rosice – Brno), 406 (Ivančice – Rosice – Brno), 421 (Lukovany – Rosice), 423 (Mohelno – Ivančice – Rosice) a 153 (Tišnov – Rosice – Ivančice). V sousedních obcích Zastávka a Tetčice jsou přestupní uzly IDS JMK, kde je možné přestoupit na vlak linky S4.
Přes Rosice vede několik cyklotras, z toho některé částečně značené a připravované:
- cyklotrasa 5171: Veverská Bítýška – Šmelcovna – Javůrek – Rosice – Tetčice – Dolní Kounice – Pohořelice
- cyklotrasa 5172: Tišnov – Veverská Bítýška – Rosice – Bratčice – Židlochovice
- cyklotrasa 5173: Zastávka (rozcestí u Rosic) – Oslavany – Biskoupky

## Pamětihodnosti
- Zámek na kopci nad soutokem Bobravy s Říčanským potokem je dominantou města. Místní hrad byl přestavěn na zámek pravděpodobně za Pertolda z Lipé. Další přestavba do renesančního slohu proběhla za Žerotínů v 17. století. Posledním soukromým majitelem zámku byl Mořic Arnold baron de Forest-Bischofsheim, který vzdoroval pozemkové reformě, ale nakonec majetek odprodal státu. Dnes na zámku sídlí městská knihovna, Středisko volného času (dříve Dům dětí a mládeže) a od října 2010 zprovozněné Zámecké kulturní centrum. Od dubna do října je veřejnosti přístupná zámecká expozice. Jižní křídlo zámku využívá obecní úřad s rozšířenou působností.
- Děkanský a farní kostel sv. Martina stojí na návrší jižně pod zámkem, obklopen bývalým hřbitovem. Původně románský kostel je pozdějšími přístavbami upraven v kombinaci gotického a renesančního stylu. Je nejstarší stavbou ve městě.
- Poutní kaple Nejsvětější Trojice na jižním návrší města založil majitel rosického panství Jiří Hausperský z Fanalu v 18. století. Ke kapli vede chráněná lipová alej s křížovou cestou, oficiálně registrovaná pod jménem Lipové stromořadí v Rosicích.
- Kašna se sochou slovanské bohyně Živěny na náměstí byla instalována roku 1868 při příležitosti otevření prvního městského vodovodu. Původně byla umístěna v Brně na Lidické ulici.
- Pranýř pod radnicí není používán od zrušení místního hrdelního soudu roku 1752. Na současné místo byl postaven roku 1959.[10]
- V Rosicích také sídlí včelařské muzeum s knihovnou Českého svazu včelařů a včelařskou chovatelskou stanicí.[11]
- Na poli pod Oborou roste památná hrušeň polnička, evidovaná v seznamu památných stromů jako Hrušeň pod Oborou.
- Na ulici Litostrovské roste u křižovatky památný strom jírovec maďal evidovaný pod názvem Strážná paní.

## Osobnosti
- Jan Bobrovský (* 1945), basketbalový hráč a trenér
- Zdenek Bobrovský (1933–2015), basketbalista
- Karel Franz ml. (1864–1933), lékař, odborník v léčbě tuberkulózy
- Antonín Kolek (1895–1983), spisovatel
- Vladimír Koukal (1931–1961), kněz
- Vladimír Malacka (1893–1960), hudební skladatel
- Oldřich Med (1914–1991), salesiánský kněz, spisovatel
- Miroslav Mikulášek (* 1930), vysokoškolský učitel, literární vědec a rusista
- Jindřiška Smetanová (1923–2012), spisovatelka, scenáristka
- Emil Vaňura (1899–2003), diplomat
- Vilém Vaňura (1908–1982), hudební skladatel
- Antonín Zhoř (1896–1965), spisovatel
- Ladislav Krejčí (* 1999), fotbalista

## Sport
- FC Slovan Rosice – fotbalový klub
- HC Štika Rosice – hokejový klub, založený v roce 2013
- HCM Slovan Rosice – hokejový klub, zaniklý v roce 2009
- Streetsurvival Rosice – zápasnický klub se zaměřením na MMA a BJJ
- Florbal Rosice – mládežnický florbalový klub, založený v roce 2021

## Galerie

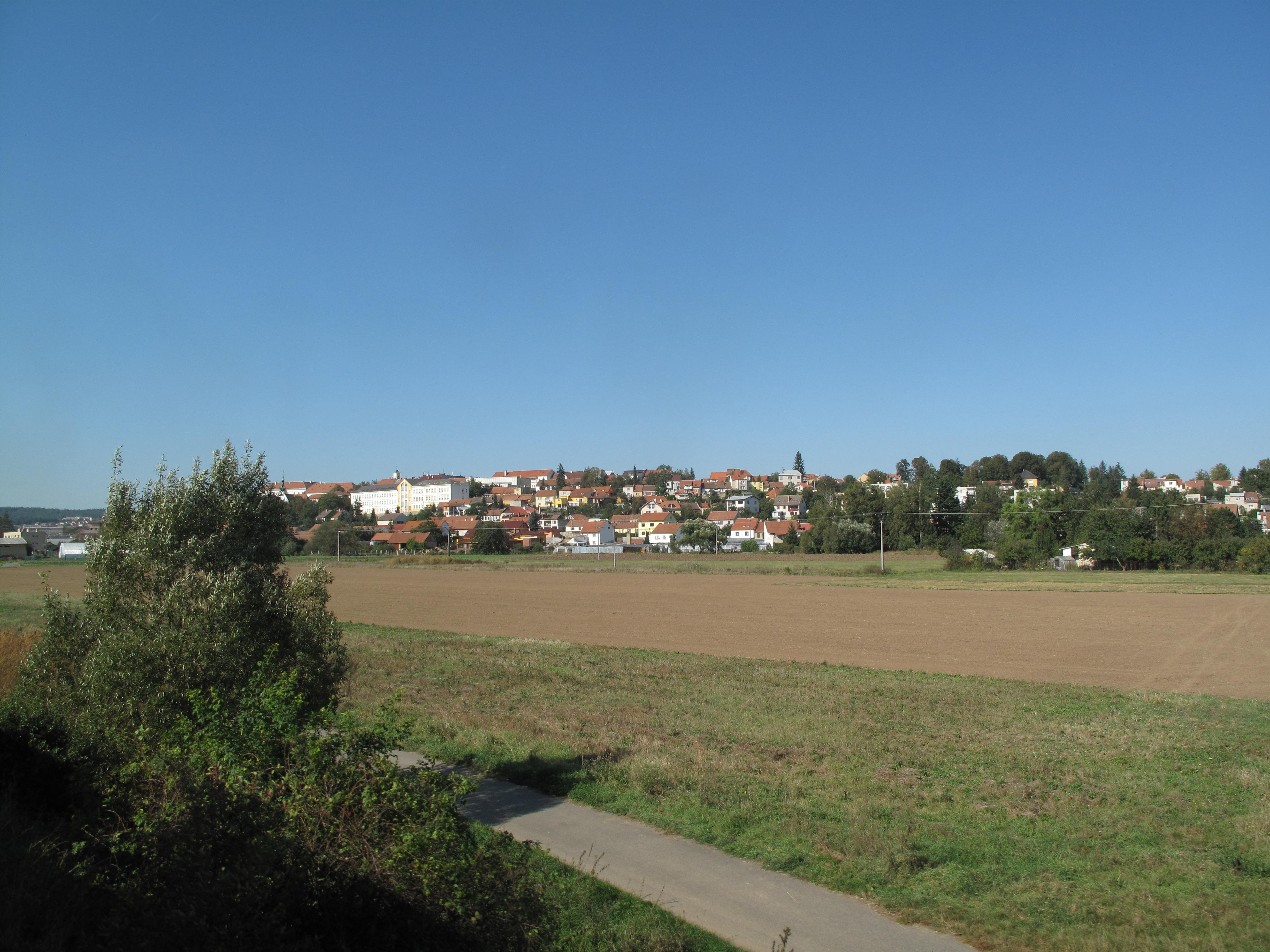
Pohled od jihovýchodu
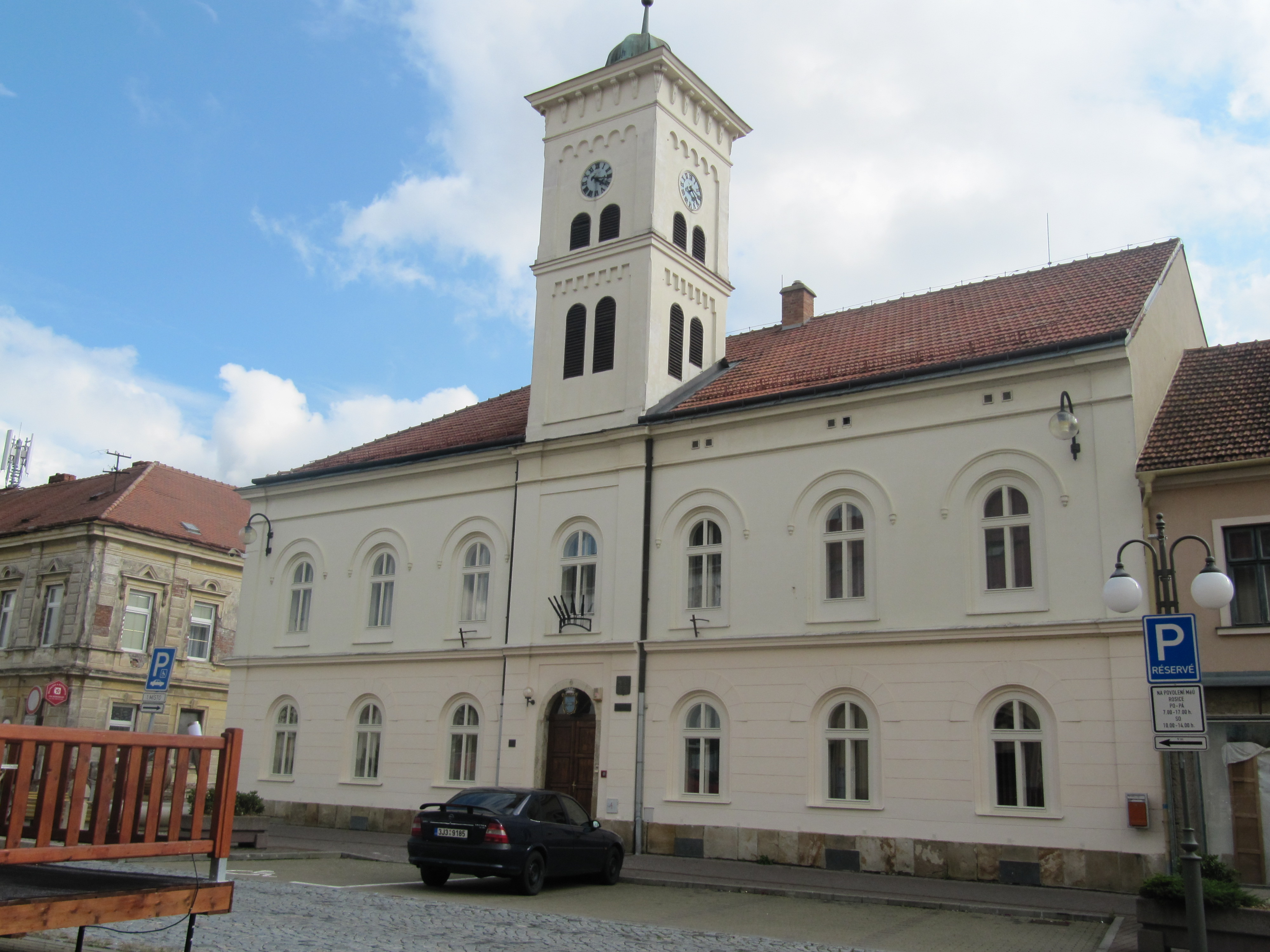
Radnice
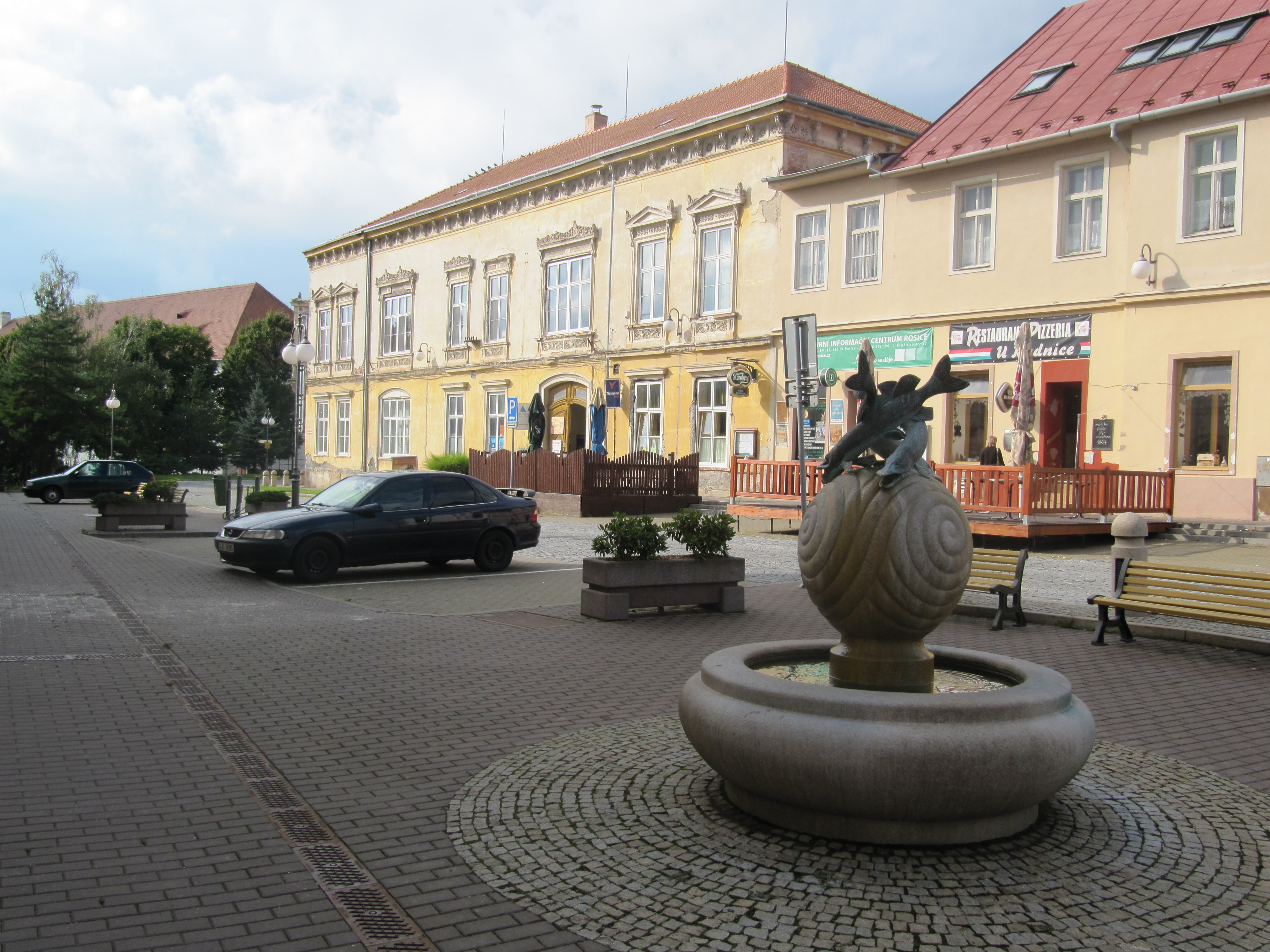
Kašna před radnicí a Rahnův palác
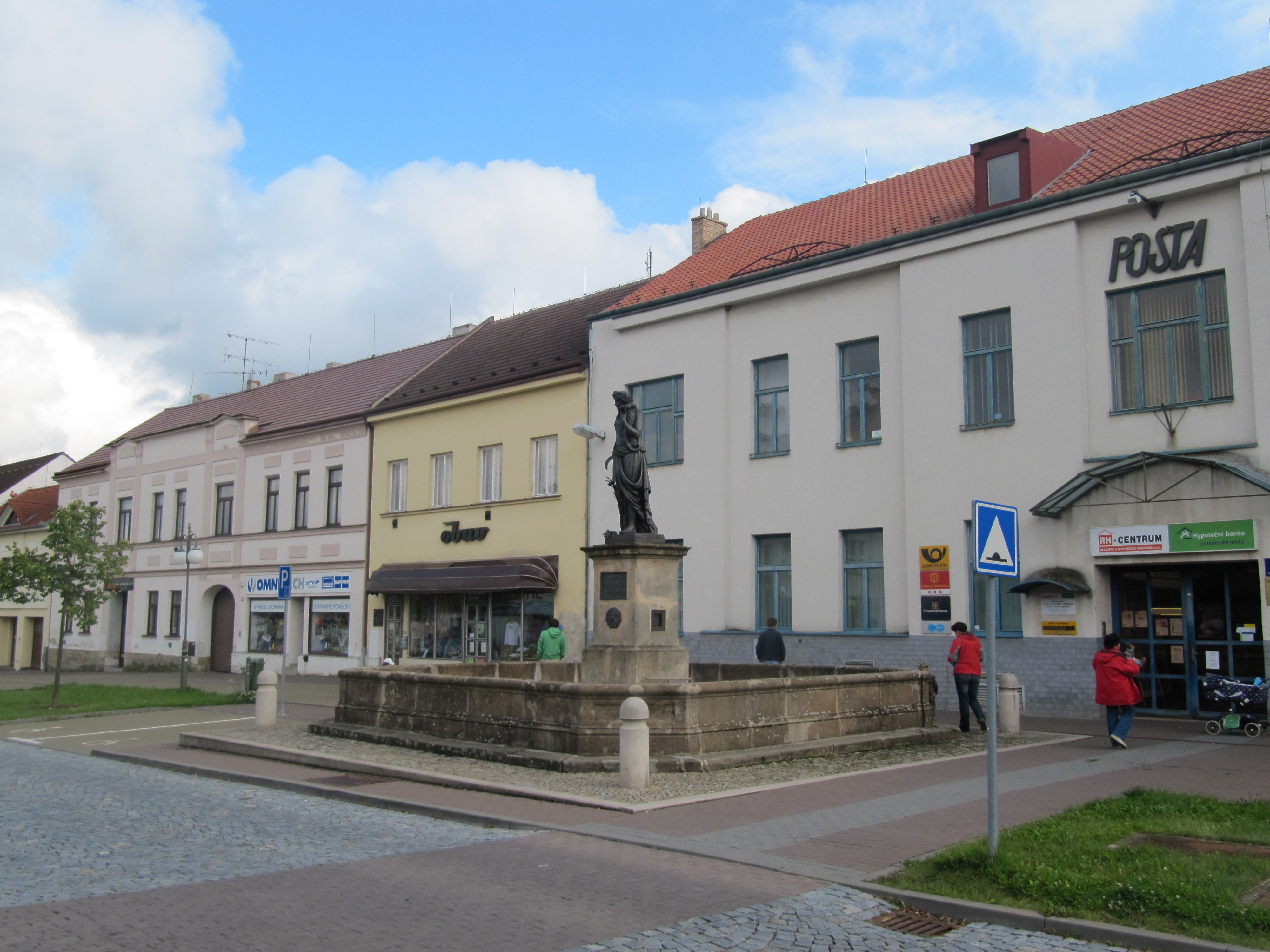
Kašna na náměstí se sochou bohyně Živěny
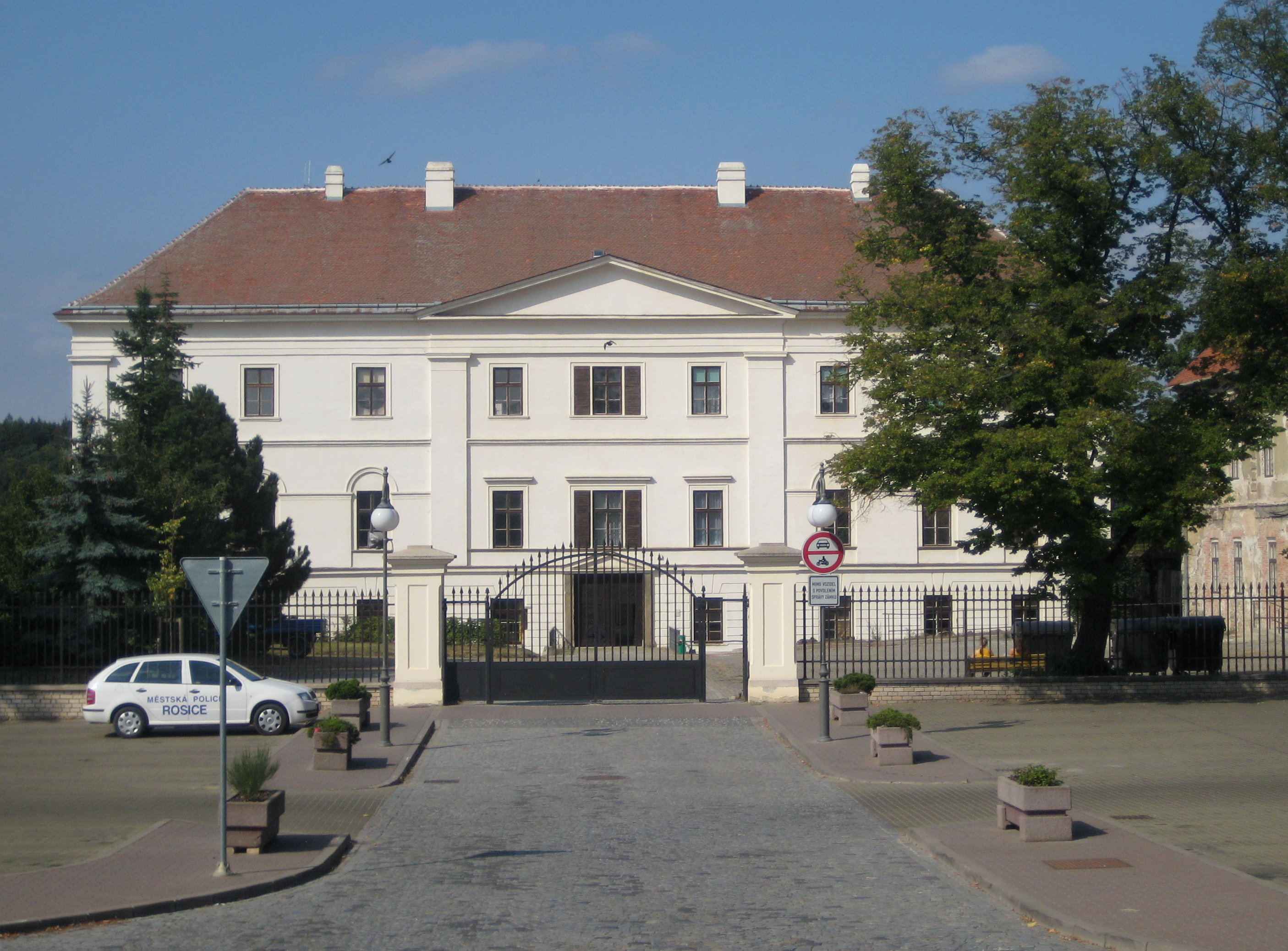
Zámek
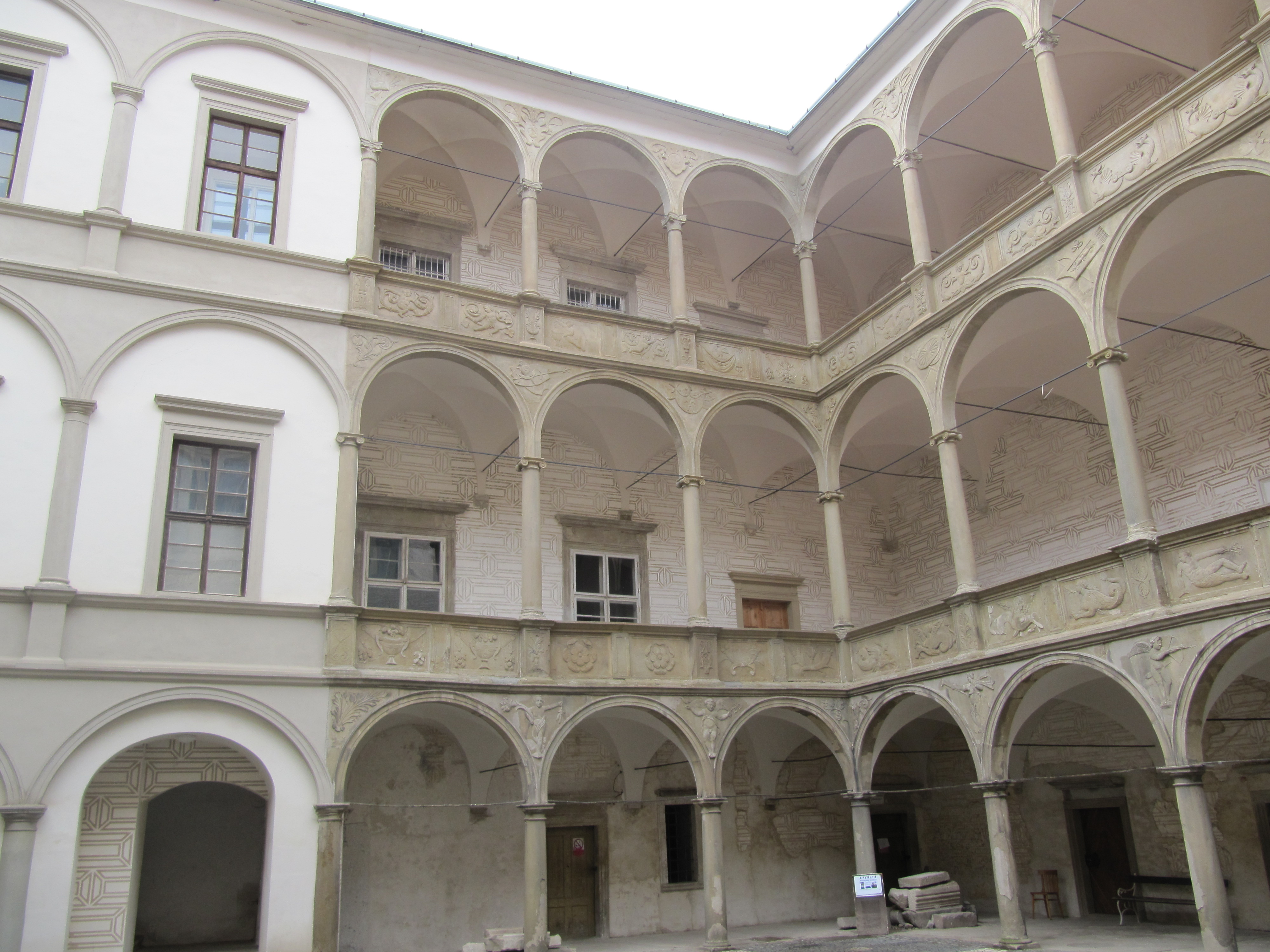
Nádvoří zámku
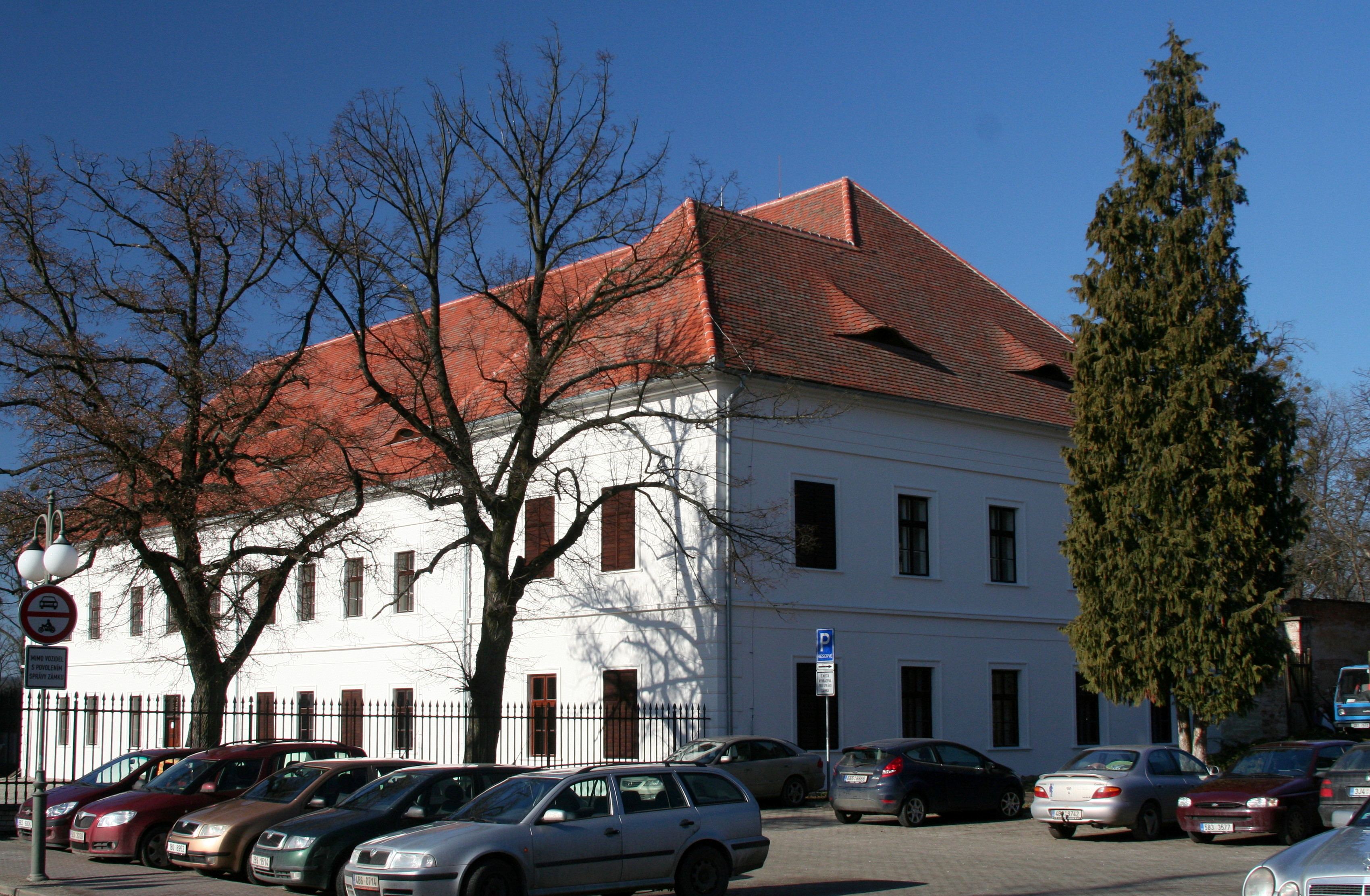
Zámecké kulturní centrum
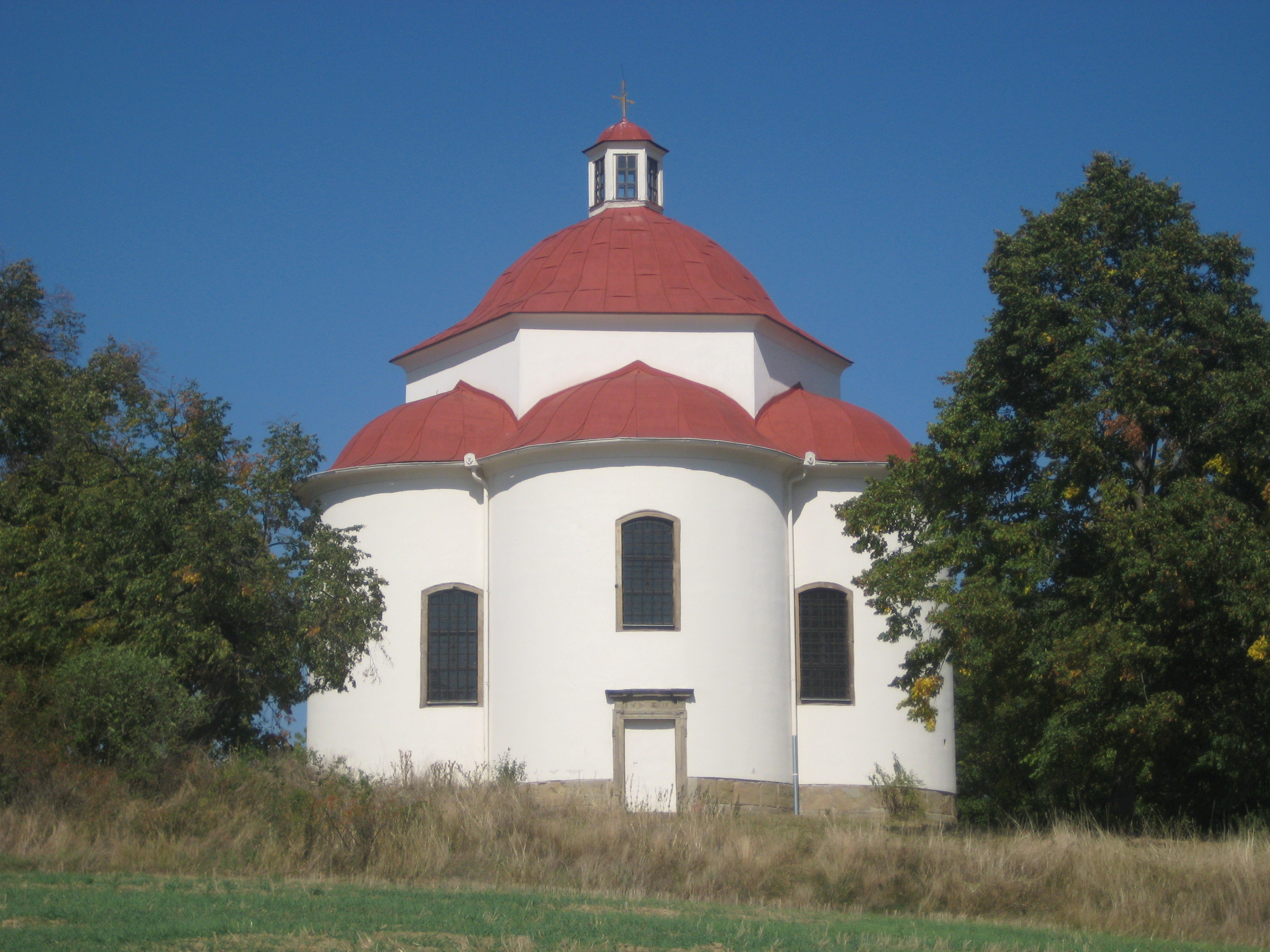
Kaple Nejsvětější Trojice

## Partnerská města
- Lainate, Itálie
- Strenči, Lotyšsko
- Rimóc, Maďarsko[12]